# Футболтеніс
Футболте́ніс (футнет, тенісбо́л) — ігровий вид спорту, який поєднує теніс і футбол. Грають на майданчику 8 × 13-18 метрів, який розділено на дві половини сіткою заввишки 1,1 метра.
Гра відома з 1920-х років, коли була популярною в Чехословаччині. Міжнародною організацією, яка об'єднує національні федерації, є FIFTA — «Federation International Footballtennis Association», куди входить також Україна.